# Trin
Trin (, toponimo romancio; in tedesco Trins, desueto, ufficiale fino al 1943) è un comune svizzero di 1 414 abitanti del Canton Grigioni, nella regione Imboden.

## Monumenti e luoghi d'interesse
- Chiesa riformata (già chiesa cattolica di San Germano), attestata dal 1459[1];
- Rovine della chiesa fortificata di Crap Sogn Barcazi, eretta nel 750 circa[1];
- Rovine della fortezza di  Canaschal, abbandonata nel XV secolo[1].

## Società

### Evoluzione demografica
L'evoluzione demografica è riportata nella seguente tabella:
Abitanti censiti

### Lingue e dialetti
Gli abitanti di Trins, originariamente villaggio romancio (81% nel 1920), sono ora per buona parte di lingua tedesca: in occasione del censimento del 2000 il 21% delle persone ha dichiarato il romancio propria lingua madre.

## Infrastrutture e trasporti

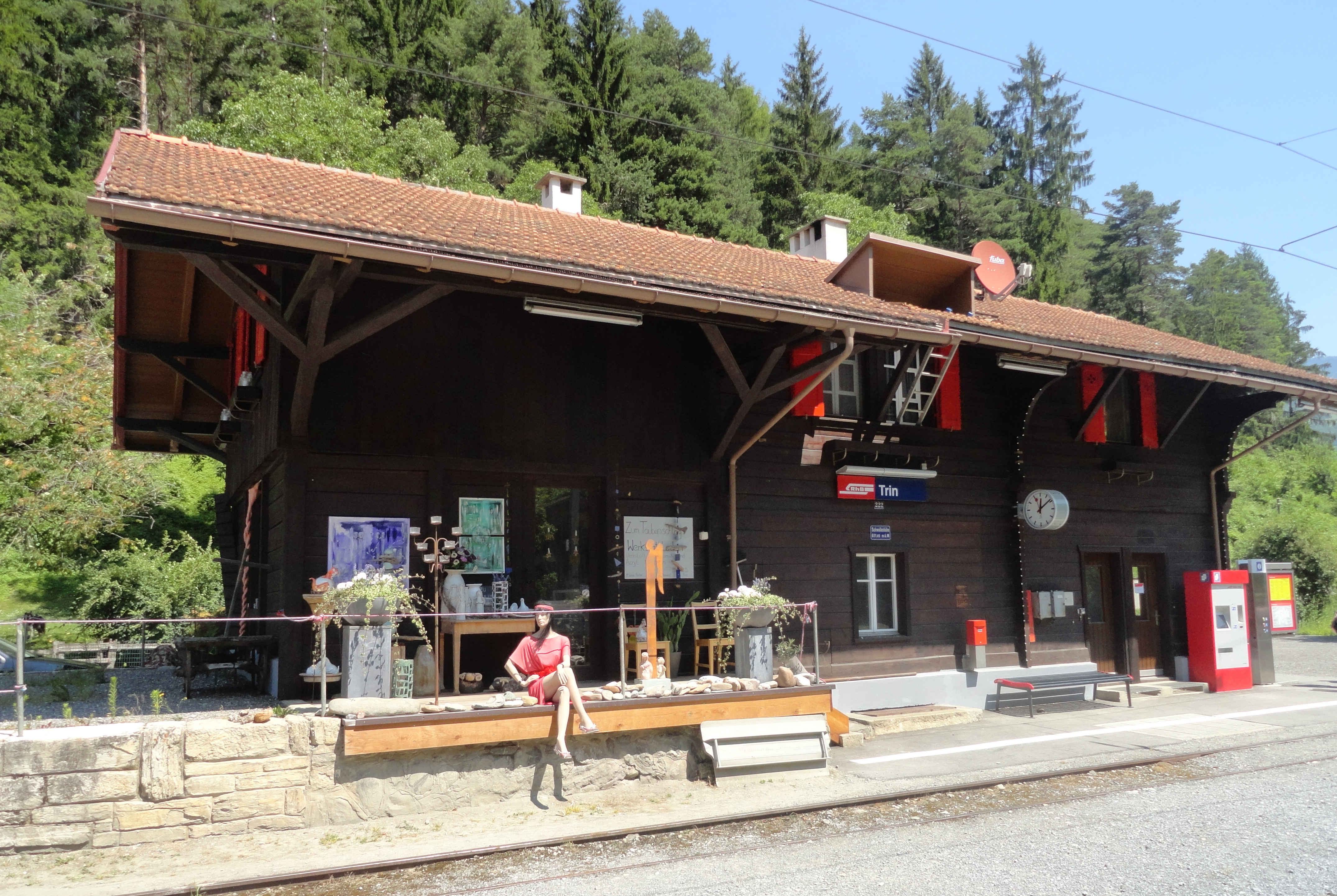
La stazione di Trin

Trin è servito dalla stazione ferroviaria omonima della Ferrovia Retica (linea Reichenau-Disentis).

## Amministrazione
Ogni famiglia originaria del luogo fa parte del comune patriziale e ha la responsabilità della manutenzione di ogni bene ricadente all'interno dei confini del comune.